# 1887年黄河决口
1887年9月30日（光绪十三年），中国河南郑州下汛十堡（今惠济区花园口镇石桥村）发生黄河决口，这是继1855年铜瓦厢决口改道后最大的一次决口。此次黄河决口致使200多万（一说93万；一说最保守估计150万；一说700万）人罹难，清史研究学者夏明方称其为“近代中国人口损失最严重的一次洪水灾害”，英国密德萨斯大学国际关系学教授彼得·霍夫（Peter Hough）称其为“人类历史上最致命的自然灾害之一”。
口门逐渐“刷宽至三百余丈”，下游正河断流。决水流入贾鲁河、淮河，豫、皖、苏“三省地面约二三十州县尽在洪流巨浸之中”。清朝政府命吴大澂接办堵口工程，1889年1月20日（光绪十四年冬）合龙成功，吴大澂亲笔撰文立碑以示纪念此次事件。此次治理决口耗费白银1090余万两（一说1200万两），占当时清政府年收入的四分之一，史称“郑州大工”。

## 死亡人数
1887年黄河决口造成的破坏令人难以置信，造成死亡人数无法确切。A∙H∙戈德比估算此次灾难最保守估计致使150万人丧生，最高达700万人。彼得·霍夫援引伊恩·卡斯特罗·科尔特斯（Ian Castello-Cortes）与迈克尔·费尔德曼（Michael Feldman）编写的《吉尼斯纪录（1996年）》的数据称，1887年黄河决口致使90万人罹难。

## 诗歌
清代湖南著名的愛國詩僧釋靜安，曾為鄭州寫了一首悲痛的詩歌《鄭州河決歌》：
|  | 嗚呼！聖人千載不復生，黃河之水何時清。濁浪排空倒山嶽，須臾淪沒七十城。蛟龍吐霧蔽天黑，不聞哭聲聞水聲。天子宵衣夜長嘆，詔起師臣出防捍。帑金萬錙添洪流，黃河之工猶未半。精衛含愁河伯怒，桃花水訊益汗漫。明庭下詔罪有司，有司椎胸向天悲。吁嗟乎，時事艱難乃如此，余獨何心惜一死。捨身願入洪流中，抗濤速使河成功。 |